# Потенгово (гмина)
Потенгово (пол. Potęgowo) — сельская гмина (волость) в Польше, входит как административная единица в Слупский повет, Поморское воеводство. Население — 7205 человек (на 2004 год).

## Демография
| Перепись                       | Всего   | Всего | Женщины | Женщины | Мужчины | Мужчины |
| ------------------------------ | ------- | ----- | ------- | ------- | ------- | ------- |
| Единицы                        | человек | %     | человек | %       | человек | %       |
| Население                      | 7205    | 100   | 3580    | 49,7    | 3625    | 50,3    |
| Плотность населения (чел./км²) | 31,6    | 31,6  | 15,7    | 15,7    | 15,9    | 15,9    |

## Соседние гмины
1. Гмина Цевице
2. Гмина Чарна-Домбрувка
3. Гмина Дамница
4. Гмина Дембница-Кашубска
5. Гмина Глувчице
6. Гмина Нова-Весь-Лемборска